# Aleksej Ivanovič Baksov
Aleksej Ivanovič Baksov (rusko Алексей Иванович Баксов), sovjetski (ruski) general in heroj Sovjetske zveze, * 18. marec 1907, Ruski imperij, † 26. november 1986, Moskva, Sovjetska zveza.

## Življenje
Ni končal srednje šole.
Leta 1926 je vstopil v Rdečo armado; leta 1929 je končal vojaško šolo, leta 1935 napredne šolske tečaje za poveljnike in leta 1939 še Vojaško akademijo Frunze.
Že pred drugo svetovno vojno je postal namestnik načelnika Osrednjega administrativnega sveta armad v Ljudskem komisariatu za notranje zadeve ZSSR.
Od junija 1942 je sodeloval v bojih v sestavi Jugozahodne, Voronoženske, 1. baltske in 2. baltske fronte; tako je sodeloval v bitki pri Kursku in osvobajanju Ukrajine, Belorusije, Litve in Latvije. 22. julija 1944 je dobil naziv heroja Sovjetske zveze za njegovo poveljevanje 67. gardne strelske divizije.
Po vojni je končal Vojaško akademijo Vorošilov; postal je prvi podpoveljnik, načelnik štaba Moskovskega okraja zračne obrambe. Leta 1958 je postal prvi podpoveljnik armad Ministrstva za notranje zadeve in leta 1962 je postal sovjetski predstavnik v štabu Združenih oboroženih sil Varšavskega pakta.
Leta 1972 se je upokojil kot generalpolkovnik. Umrl je 26. novembra 1986; pokopan je v Moskvi.

## Odlikovanja
- heroj Sovjetske zveze: 22. julij 1944 (№ 3839)
- 2x red Lenina: 22. julij 1944 in 1951
- 5x red rdeče zastave: 1944, 1946, 1948, 1954 in 1956
- red Suvorova 2. stopnje: 1945
- red Kutuzova 2. stopnje: 1943
- red rdeče zvezde: 1944